# Aštarot
Aštarot Karnaim (hebrejsko  עַשְׁתְּרֹת קַרְנַיִם‬‎) je bilo mesto v deželi Bašam vzhodno od reke Jordan, omenjeno v Genezi 14.5 in Jozuetu 12:4 kot Aštarot. Ime se dobesetno prevaja kot »Astarta rogov«. V kanaanski mitologiji je bila Astarta boginja plodnosti, rogovi pa so simbolizirali gorske vrhove.
Karnaimski Aštarot je morda istoveten s Karnaimom, omenjenim v Prvi makabejski knjigi, in Karnionom, omenjenim v Drugi makabejski knjigi.
Na splošno velja, da je Aštarot sodobni Al-Šeik Saad. Astori domneva, da je Aštarot nekaj manj kot petnajst kilometrov severovzhodno od ruševin, znanih kot  Draä. Drugi arheologi domnevajo, da je starodavni Ašterot Karnaim staro utrjeno mesto  Muzajrib. 

## Vir
- Jewish-American History on the Web. Pridobljeno 31. avgusta 2005.